# Kalak-e Naqī
Kalak-e Naqī (persiska: کلک نقی, کلک نفتی, Kalak Naftī, سَرابِ كَلَك) är en ort i Iran.   Den ligger i provinsen Ilam, i den västra delen av landet, 500 km sydväst om huvudstaden Teheran. Kalak-e Naqī ligger 1 522 meter över havet och antalet invånare är 508.
Terrängen runt Kalak-e Naqī är kuperad. Runt Kalak-e Naqī är det glesbefolkat, med 15 invånare per kvadratkilometer. Närmaste större samhälle är Arakvāz-e Malekshāhī, 9,1 km öster om Kalak-e Naqī. Omgivningarna runt Kalak-e Naqī är i huvudsak ett öppet busklandskap.